# Тетово
Те́тово (мак. і болг. Тетово, алб. Tetovë, тур. Tetova), колишня назва — Калканделе́н (тур. Kalkandelen) — місто на північному заході Македонії. Центр однойменної області Тетово, четверте за розміром у країні. Населення — 52 915 осіб (2002). Два університети: з викладанням албанською та македонською мовою. Місто — центр албанської громади Македонії (70% усіх мешканців міста).

## Специфіка міста
Тетово вважається столицею македонського криміналітету — за кількістю зареєстрованих злочинів відстає навіть Скоп'є. За першу половину 2009 здійснено 1,229 кримінальних злочинів.
Крім того, у 2001 році Тетово стало центром збройного конфлікту між урядовими військами та албанськими угрупованнями. Тоді армія Північної Македонії вперше використала у бойових діях українські гелікоптери Мі-24. Після боїв у Тетові Північна Македонія здійснила багатомільйонні збройні закупівлі в Україні.

## Уродженці Тетова
Тетово традиційно вважається болгаро-македоно-албанським містом.
Серед найвідоміших уродженців:
- революціонерка радикальної партії ВМРО Мара Бунева
- журналіст Матей Ґеров
- футболіст, гравець збірної Швейцарії Блерім Джемайлі
- македонський політик Самка Ібраїмовський
- македонський археолог Блага Алексова

З Тетова походять:
- академік БАН Міхаїл Арнаудов
- відомі політики-албанці Арбен Джафері та Мендух Тачі
- македонський композитор Тодор Скаловскі
- режисер Бранко Ґапо.